# Iwan Zinowjew
Iwan Dmitrijewicz Zinowjew (ros. Иван Дмитриевич Зиновьев, ur. 4 stycznia?/17 stycznia 1905 we wsi Dubowka, zm. 1942 w Norwegii) – radziecki pułkownik, uczestnik wojny z Finlandią i wojny z Niemcami, Bohater Związku Radzieckiego (1940).

## Życiorys
Po ukończeniu 5 klas szkoły pracował w gospodarstwie rolnym. Od 1927 służył w Wojskach Pogranicznych OGPU, w 1928 ukończył szkołę młodszych dowódców i został dowódcą drużyny. Jako żołnierz 47 oddziału pogranicznego Środkowoazjatyckiego Okręgu Pogranicznego brał aktywny udział w walkach z basmaczami, w listopadzie 1931 został ciężko ranny w walce z dużą grupą basmaczy. W 1932 został dowódcą plutonu, w 1934 skończył kursy przy Charkowskiej Szkole Wojsk Pogranicznych OGPU i został szefem sztabu komendantury pogranicznej w Turkmeńskiej SRR. W 1939 ukończył Wyższą Szkołę Pograniczną NKWD ZSRR i wraz z innymi jej absolwentami został skierowany na front wojny z Finlandią. Jako dowódca kompanii 4 pułku pogranicznego wojsk NKWD w stopniu kapitana brał udział w ochronie komunikacji frontowej. 15 grudnia 1939 uczestniczył w odpieraniu wielu fińskich kontrataków. 10 stycznia 1940 został ranny w walce. 12 lutego 1940 poprowadził żołnierzy, doprowadzając do przerwania fińskiego okrążenia. Po zakończeniu wojny z Finlandią został skierowany na studia do Akademii Wojskowej im. Frunzego, jednak atak Niemiec na ZSRR zmusił go do przerwania nauki. W 1941 został dowódcą 393 Dywizji Piechoty 6 Armii Frontu Południowo-Zachodniego w stopniu pułkownika. Jesienią 1941 brał udział w operacji barwienkowsko-łozowskiej. 29 maja 1942 został ciężko ranny i wzięty do niewoli. Był więźniem obozu jenieckiego w Niemczech, później w Norwegii. Podjął próbę ucieczki z obozu, za co został rozstrzelany. W mieście Kerki jego imieniem nazwano ulicę, a w 2004 w jego rodzinnej wsi zbudowano jego pomnik.

## Odznaczenia
- Złota Gwiazda Bohatera Związku Radzieckiego (26 kwietnia 1940)
- Order Lenina (1940)
- Order Czerwonego Sztandaru (dwukrotnie, 1932 i 1942)